# Johanna Brandt

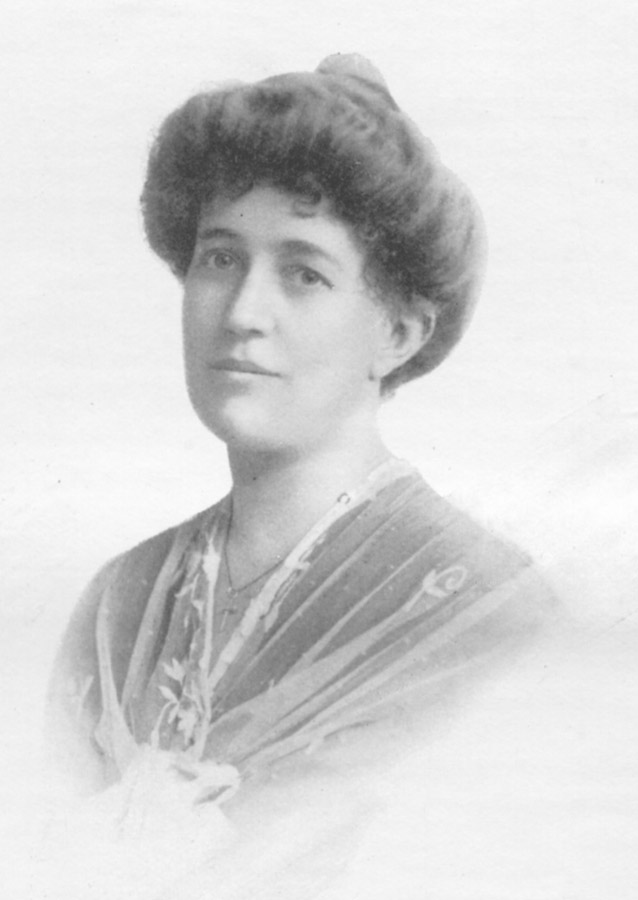
Johanna Brandt

Johanna Brandt, geb. van Warmelo, (* 18. November 1876 in Heidelberg (Transvaal); † 23. Januar 1964 in Nuweland, Kapstadt) war eine südafrikanische Propagandistin des Afrikaaner-Nationalismus, Spionin im Zweiten Burenkrieg, Prophetin und Schriftstellerin.

## Kindheit
Johanna Brandt kam als vorletztes von sieben Kindern einer Afrikaaner-Pfarrersfamilie zur Welt. Ihr Vater, der Pfarrer Nicolaas Jacobus van Warmelo, war 1862 aus den Niederlanden nach Transvaal eingewandert; seine zweite Frau Maria Magdalena Elizabeth Maré konnte ihre Abstammung auf eine der Voortrekker-Familien zurückführen. Die Tochter Johanna wuchs zunächst in Heidelberg/Transvaal auf und wurde dann zwei Jahre lang am Good Hope Seminary for Young Ladies in Kapstadt ausgebildet. 1892 starb der Vater; 1897 unternahm sie mit ihrer Mutter eine sechsmonatige Europareise.

## Zweiter Burenkrieg
Im Oktober 1899 brach der Zweite Burenkrieg aus. Johanna Brandt meldete sich freiwillig als Krankenschwester; drei ihrer Brüder, von denen zwei in Gefangenschaft gerieten, dienten als Soldaten. Am 29. Mai 1900 musste die Regierung der Südafrikanischen Republik Pretoria verlassen, am 4. Juni wurde die Stadt von britischen Truppen besetzt. Doch entgegen britischer Erwartungen war mit dem Fall der Hauptstadt der Krieg nicht etwa gewonnen, sondern ging in einen brutalen Guerillakampf über.
1895 hatte sich Mutter und Tochter van Warmelo auf dem Landgut „Harmonie“ niedergelassen; das Gelände liegt heute im Stadtteil Sunnyside von Pretoria. Um das Gut herum entstanden nun zahlreiche britische Militäreinrichtungen: Militärpolizei, Kriegsministerium, Militärgouverneur sowie die Residenzen von Lord Roberts, später Lord Kitchener und des Herzogs von Westminster. Die Bewohner der Stadt mussten mit einem Eid Neutralität geloben, auf dessen Bruch die Todesstrafe stand. Die beiden Frauen auf „Harmonie“ wurden jedoch von den Besatzungstruppen weitgehend in Ruhe gelassen. Zu dem Militärgouverneur von Pretoria, John Grenfell Maxwell, entwickelte Johanna sogar zeitweise ein beinahe freundschaftliches Verhältnis.

## Krankenschwester im Internierungslager Irene
Zwischen 1900 und 1902 legten die Briten über 50 Internierungslager an, im Sprachgebrauch der Zeit war auch von „Konzentrationslagern“ die Rede. Die Entstehung des Lagers Irene 20 Kilometer südwestlich von Pretoria ist schlecht dokumentiert. Im Februar 1901 lebten dort 891 Menschen, davon 315 Frauen und 390 Kinder, doch stieg die Zahl der Gefangenen später noch stark an. Knapp 20 Insassen mussten sich jeweils ein Zelt teilen, Lebensmittel waren knapp und Krankheiten breiteten sich aus.
Im April konnte ein Hilfskomitee Pretorianer Bürger durchsetzen, dass wenigstens sechs Krankenschwestern im Lager arbeiten durften, darunter ab 24. April auch Johanna van Warmelo. In dem beginnenden Winter mussten die meisten Lagerbewohner ohne Bettzeug auf dem nackten Boden schlafen. Im schlimmsten Monat zwischen dem 7. Juni und 11. Juli verzeichnet die Krankenstatistik 182 Tote, davon 161 Kinder. Als Johannas Mutter das Lager besuchte, war sie entsetzt. Sie schrieb einen Brief an die ausländischen Konsuln in Pretoria, der in dem Vorwurf gipfelte: „Unsere Nation wird ausgerottet und vernichtet.“ Die Zustände in den Internierungslagern gehen allerdings kaum auf eine bewusste Vernichtungsstrategie, sondern eher auf eine überforderte britische Militärverwaltung zurück.
Eine Gruppe der angeschriebenen Konsuln besuchte das Lager; gleichzeitig gelang es Johanna van Warmelo, den britischen Militärgouverneur ebenfalls zu einer Inspektion zu bewegen. Unabhängig davon prangerte Emily Hobhouse in der britischen Öffentlichkeit die Internierungslager an. Am 10. Juli verließ Johanna van Warmelo das Lager Iréne, weil sie selbst erkrankt war; ab September durften auch die übrigen freiwilligen Krankenschwestern das Lager nicht mehr betreten. Bei einem Besuch, der ihr ein Jahr später gestattet wurde, hatten sich die Zustände im Lager allerdings stark gebessert. Über ihre Erlebnisse veröffentlichte sie nach dem Krieg das Buch Het concentratie-kamp van Iréne.

## Spionageaktivitäten
Die Briten reagierten auf den Guerillakrieg der Afrikaaner mit einer Taktik der verbrannten Erde – sie zerstörten Farmen, sprengten Häuser, fällten Bäume und brannten Felder ab. An ihrem Tagebuch, das sie weiterhin auf Englisch führte, lässt sich ablesen, wie sie durch die Ereignisse radikalisiert wurde.
Gegen Mitte 1901 entwickelte sich „Harmonie“ zu einem Spionagezentrum der Afrikaaner. Junge Männer wurden aus der Stadt geschmuggelt, um sich den Truppen der Boerekommandos anzuschließen, die im Süden den Freistaat gegen britische Truppen verteidigten. J. J. Naudé organisierte einen Geheimdienst, die „Geheime Diens Kommissie“, und warb im Juli 1901 auch Johanna van Warmelo an. Sie transportierte Dynamit, beschaffte die Fahrpläne von Truppen- und Munitionszügen, die dann von Widerstandskämpfern in die Luft gesprengt wurden, und beherbergte Agenten.
Um die Zensur zu umgehen, hatte sie anfangs für private Zwecke eine Methode entwickelt, Briefe mit einer Tinte aus Zitronensaft zu schreiben, die erst bei Erwärmen sichtbar wurde. Über ihren späteren Ehemann Louis Brandt hielt sie auf diese Weise den Kontakt mit der Exilregierung in den Niederlanden, der sie unter anderem über die Zustände in den Internierungslagern berichtete. Eine Hausdurchsuchung der Briten blieb ergebnislos.
Den Besatzern gelang es jedoch bei anderer Gelegenheit, vier Spione zu verhaften und danach das Agentennetz Naudés in Pretoria weitgehend aufzurollen; die van Warmelos blieben jedoch unbehelligt. Johanna baute einen neuen Spionagering aus Frauen auf, mit denen sie die Lage von Soldatenlagern, Feldkrankenhäusern und Artilleriestellungen auskundschaftete. Nach dem Krieg veröffentlichte sie darüber 1913 das Buch Die Kappie-Kommando, englisch: The Petticoat Commando, das ein literarischer Erfolg wurde. Obwohl das Buch dem Afrikaaner-Nationalismus huldigt, arbeitete sie später durchaus auch mit englischsprachigen Südafrikanern zusammen.

## Pfarrersfrau
Auf ihrer ersten Europareise hatte sie 1897 den Theologiestudenten Louis Brandt kennengelernt, und die beiden hatten sich brieflich auf eine Ehe geeinigt. Noch vor dem Friedensschluss von Vereeniging reiste sie im Juni 1902 von Kapstadt über England in die Niederlande und feierte dort am 28. August ihre Hochzeit. Dass sie damals eine bekannte Person gewesen sein muss, belegen Glückwünsche der niederländischen Königin Wilhelmina und von Präsident Paul Kruger. Johanna konnte ihren Ehemann zur Rückkehr nach Südafrika überreden, der dort zunächst eine Gemeinde der Nederduitsch Hervormde Kerk in Pietersburg übernahm. Sein Arbeitsgebiet umfasste ganz Nord-Transvaal und war damit größer als die Niederlande. Unter der verarmten Afrikaaner-Bevölkerung in dem vom Krieg verwüsteten Land leistete die Pfarrersfrau Aufbauarbeit, unter anderem gründete sie eine Webschule. Außerdem brachte sie bis 1913 sieben Kinder auf die Welt. Ihr Mann starb 1939.

## Prophetin
Während sie am 1. Dezember 1916 am Sterbebett ihrer Mutter wachte, soll Johanna Brandt eine Vision gehabt haben. Sie wurde angeblich „von einem Engel besucht“, der ihr offenbart haben soll, dass die Wiederkunft Jesu Christi in Südafrika bevorstehe. Danach sollen ihr noch drei Visionen zuteilgeworden sein. Sie zögerte bis zum Frühjahr 1918, bevor sie damit an die Öffentlichkeit ging. Die Südafrikaner – gemeint sind die afrikaanssprachigen Weißen – seien ihrer Meinung nach „vor allen anderen Völkern der Welt auserwählt“. Vor dem Kommen des in der Apokalypse beschriebenen „Tausendjährigen Reichs“ prophezeite sie allerdings einen „Schmelztiegel“ – afrikaans: smeltkroes – voller Blutvergießen und Schrecken. Ihr Buch Die Millenium handelt jedoch nur zum kleineren Teil von den Visionen, vor allem versucht sie, verschiedene Ereignisse der Kirchengeschichte unter einer prophetischen Perspektive zu deuten. Johanna Brandt gehört damit in eine Reihe von Propheten – auf Afrikaaner-Seite vor allem noch Siener van Rensburg –, die in Südafrika gegen Ende des Ersten Weltkriegs auftraten. Den kurz darauf folgenden Seuchenzug der Spanischen Grippe empfand sie als Bestätigung ihrer Prophezeiungen.

## Die Schriftstellerin
Trotz ihrer Herkunft verfasste Johanna Brandt ihre ersten Bücher zunächst auf Englisch und ließ sie später ins Niederländische übersetzen. Erst in ihrem Alter erschienen sie auf Afrikaans. Auch ihre Tagebücher schrieb sie auf Englisch; ihr Stil ist klar und zeugt von literarischer Begabung. Die beiden afrikaans geschriebenen Bücher Die Millenium und Die smeltkroes sind dagegen in einem düsteren, prophetischen Ton gehalten. Noch heute glauben Menschen in Südafrika an die prophetische Sendung Johanna Brandts. Ihr Nachlass mitsamt den Tagebüchern liegt im Nederduitsch Hervormde Kerkargief in Pretoria.
In den 1920er Jahren veröffentlichte sie Heilungskonzepte mit Fastenkuren und Traubendiät.

## Werke
- Het concentratie-kamp van Iréne. Hollandsch-Afrikaansche Uitgevers-Maatschappij, Amsterdam 1905.
- Die Kappie Kommando, of Boerevrouwen in Geheime Dienst. J. H. De Bussy & Hollandsch-Afrikaansche Uitgevers-Maatschappij, Amsterdam 1913.
- The Petticoat Commando, or Boer Women in Secret Service. Mills & Boon, London 1913.
- Die Millenium, een voorspelling. Eigenverlag, Bloemfontein 1918.
- The Millenium – A Prophetic Message to the Native Tribes of South Africa. 1918.
- Die smeltkroes. 1920.
- The Grape Cure, USA: Metaphysical Concepts, 1927.
- The Fasting-Book: a book on the creation and redemption of the body, Edition 2, De Nationale Pers, 1931.